# Henning Jensen
Henning Jensen (Nørresundby, 17 agosto 1949 – Amburgo, 4 dicembre 2017) è stato un calciatore danese, di ruolo attaccante.
Vinse titoli nazionali con le maglie di Borussia Mönchengladbach, Real Madrid e Ajax. Nel Borussia Mönchengladbach e nella Nazionale danese fece coppia per lungo tempo con Allan Simonsen. Con la squadra tedesca vinse due titoli nazionali, una Coppa di Germania e una Coppa UEFA.

## Carriera

### Club
Nato a Nørresundby, Jensen iniziò a giocare con la locale squadra di calcio nella Denmark Series, all'epoca una delle migliori quattro divisioni del campionato danese di calcio. Nell'estate del 1972, dopo aver esordito in Nazionale, firmò un contratto professionistico con il Borussia Mönchengladbach, senza mai aver giocato prima una partita del campionato danese.
A Mönchengladbach formò un tandem offensivo con il compagno di Nazionale danese Allan Simonsen. In quattro anni trascorsi con il club conquistò la Coppa di Germania 1972-1973, la Coppa UEFA 1974-1975 e due titoli di Bundesliga. Nel 1976, dopo aver totalizzato 125 presenze e 44 gol con il Borussia, fu acquistato dal Real Madrid, campione in carica della Primera División spagnola. Seguì un triennio ricco di successi, con la vittoria di due titoli nazionali (1977-1978 e 1978-1979). Nel 1979 andò a giocare nell'Eredivisie olandese con l'Ajax e vinse il campionato nel 1979-1980.
Tornato in patria nel 1981 per giocare con l'Aarhus, terminò la carriera nella squadra con cui l'aveva cominciata, il Nørresundby.

### Nazionale
Esordì in Nazionale nel maggio 1972 in una partita di qualificazione ai Giochi Olimpici del 1972 contro la Romania, alla quale segnò un gol.
Giocò con la Danimarca sino al 1980 e collezionò 21 presenze e 9 reti, escluso un incontro amichevole del gennaio 1973 tra "Old Europe" e "New Europe", che segnò l'allargamento dell'Unione europea del 1973. Jensen scese in campo con la formazione "New Europe", segnò un gol e contribuì, così, al successo della sua squadra per 2-0, prima di essere sostituito dopo un'ora di gioco.

## Palmarès

### Club

#### Competizioni nazionali
- Coppa di Germania: 1

Borussia Mönchengladbach: 1972-1973
- Campionato tedesco: 2

Borussia Mönchengladbach: 1974-1975, 1975-1976
- Campionato spagnolo: 2

Real Madrid: 1977-1978, 1978-1979
- Campionato olandese: 1

Ajax: 1979-1980

#### Competizioni internazionali
- Coppa UEFA: 1

Borussia Mönchengladbach: 1974-1975